# Pristimantis yumbo
Pristimantis yumbo é uma espécie de anfíbio anuro da família Strabomantidae. Está presente no Equador. A UICN classificou-a como pouco preocupante.